# Pont Aval
Pont Aval – most na Sekwanie położony w Paryżu. Most łączy 15 z 16 okręgiem paryskim oraz jest połączony z Bulwarem Peryferyjnym Paryża. 

## Lokalizacja
Pont Aval jest ostatnim mostem Sekwany, który znajduje się w granicach administracyjnych Paryża. Most łączy bulwar d'Issy-les-Moulineaux z bulwarem Saint-Exupéry.

## Historia
Łączna długość, wynosząca 313 metrów, czyni Pont Aval najdłuższym mostem Paryża. Otwarcie mostu nastąpiło w 1968. Pont Aval, podobnie jak Pont Amont wziął swoją nazwę od położenia na Sekwanie – amont znaczy górny odcinek rzeki, natomiast aval – dolny.